# AMSDOS
AMSDOS es un sistema operativo de disco para los computadoras de 8 bits Amstrad CPC de Amstrad. Su nombre proviene de la contracción de Amstrad Disc Operating System. 
Fue publicado en 1985 con la unidad de disco de 3 pulgadas opcional DDI-1 para el Amstrad CPC 464, e incluido de serie en las ROMs de los Amstrad CPC 664 y Amstrad CPC 6128. En los Amstrad CPC Plus venía en el cartucho incluido de serie junto con un juego. Era más rápido y eficiente que la mayoría de sus equivalentes contemporáneos y podía soportar dos unidades de disco conectadas simultáneamente.
El AMSDOS era proporcionado en la memoria ROM (tanto con la unidad de disco externa o en la ROM de la máquina, dependiendo de modelo) y fue accesible por medio del Locomotive BASIC incorporado en el computador así como también a través de rutinas del firmware. Su función principal era mapear las rutinas de acceso del casete (que estaban incorporadas en cada modelo de CPC) a través a un unidad de disco. Esto permitió a la mayoría de los programas basados en casete trabajar con una unidad de disco sin modificación.

## Alternativas
Otros sistemas operativos de disco para el Amstrad: 
- CP/M (2.2 para los 464/664, 3.0 para los 6128),
- RODOS (Romantic RobotDOS): permite usar unidades de 3½", pero presenta problemas con varias aplicaciones,[2]
- ROMDOS/RAMDOS, que permitía usar la capacidad completa de los discos de 3½" de simple densidad, unos 800 KB, si una unidad adecuada estaba conectada,
- FutureOS,
- SymbOS,
- ParaDOS: permite usar unidades de 3½",[3]
- S-DOS: permite el uso de unidades de 3½" de alta densidad,[4]
- VDOX: permite el uso de unidades de disco Vortex,[5]
- X-DDOS: creado por la compañía alemana Dobbertin Industrie Electronic. Permite usar discos duros HD20 de Dobbertin.[6]

## Lista de comandos
Los comandos AMSDOS, al ser una ROM externa al diseño inicial, son en realidad RSX (Resident System eXtensions) que permiten extender la funcionalidad del Locomotive BASIC; por ello van precedidos de una pipe « | » para diferenciarlos de los comandos internos.

### Gestión de unidades de disco
- |A, |B: selecciona la unidad activa
- |DISC: establece la unidad de disco como unidad por defecto
- |DISC.IN: establece la unidad de disco como unidad por defecto de lectura
- |DISC.OUT: establece la unidad de disco como unidad por defecto de escritura
- |DRIVE: establece la unidad activa

### Gestión de casete
- |TAPE: establece la unidad de cinta como unidad por defecto
- |TAPE.IN: establece la unidad de cinta como unidad por defecto de lectura
- |TAPE.OUT: establece la unidad de cinta como unidad por defecto de escritura

### Utilidades
- |DIR: muestra los ficheros en el disco
- |ERA: borra el fichero
- |REN: renombra el fichero
- |USER: establece el usuario CP/M